# Soul Music Airlines
Albums de Michel Jonasz
Où est la source ?
(1992) Pôle Ouest
(2000)
Soul Music Airlines est un album de Michel Jonasz, sorti en 1996, et édité par la société EMI. Michel Jonasz a composé paroles et musique des chansons de cet album. L'album a été récompensé d'un disque d'or.

## Titres
Toutes les chansons sont écrites et composées par Michel Jonasz.
| 1.    | Intro                  | 0:40 |
| 2.    | Soul Music Airlines    | 4:02 |
| 3.    | Croisières mondaines   | 4:44 |
| 4.    | Ado                    | 4:27 |
| 5.    | Cinq ans               | 3:47 |
| 6.    | Extra lucide           | 4:57 |
| 7.    | Les Mots d'amour       | 4:16 |
| 8.    | L'Air que l'on respire | 6:04 |
| 9.    | Faut qu'ça tienne      | 5:56 |
| 10.   | C'est toi              | 4:58 |
| 11.   | Hannah                 | 3:42 |
| 12.   | Cette lady là          | 4:45 |
| 13.   | Le Bonheur tranquille  | 4:19 |
| 56:43 |                        |      |

## Musiciens
- Basse : Étienne M'Bappé (2, 3, 4, 5, 6, 7, 8, 9, 10, 11, 12)
- Batterie : Marc Jaquemin (2, 3, 4, 5, 6, 7, 8, 10, 12)
- Claviers : Michel Jonasz (2, 3, 4, 5, 6, 7, 8, 9, 11, 12, 13), Jean-Yves D'Angelo (10)
- Clavinet : Yves Jaguet (2)
- Guitares : Sylvain Luc (2, 3, 4, 5, 6, 7, 8, 9, 10, 11, 12)
- Orgue : Jean-Yves D'Angelo (2)
- Percussions : Marc Chantereau (2, 12)
- Piano : Jean-Yves D'Angelo (5)

## Classement hebdomadaire
| Pays                         | Meilleure position |
| ---------------------------- | ------------------ |
| Belgique (Wallonie Ultratop) | 20                 |
| France (SNEP)                | 37                 |